# Provincia del Chocó
La provincia del Chocó, también llamada gobierno del Citará durante la época imperial española, fue una entidad administrativa y territorial de la Nueva Granada, creada el 28 de septiembre de 1726 en el Virreinato de Nueva Granada a partir de los terrenos septentrionales de la provincia de Popayán. Durante la época de emancipación de las colonias americanas (1810-1816), se incorporó a las Provincias Unidas de la Nueva Granada en noviembre de 1811.
El 2 de febrero de 1813 declaró su independencia absoluta de España, pero el 25 de mayo de 1816 la ciudad de Nóvita fue tomada por el realista Julián Bayer, lugarteniente de Pablo Morillo, retornando la provincia al gobierno hispano.
En la época de la Gran Colombia hizo parte del Departamento del Cauca (que cubría territorialmente todo lo que hoy es la costa Pacífica de Colombia). Posteriormente a la disolución de este país perteneció a la República de la Nueva Granada, hasta finalmente ser una de las provincias constituyentes del Estado Soberano del Cauca.

## Historia

### Conquista del territorio

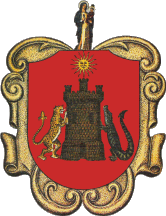
Escudo de armas de Santa María la Antigua del Darién.

El territorio del Chocó fue uno de los primeros en los cuales se asentaron los españoles en Colombia. Los españoles fundaron San Sebastián de Urabá en 1510, en el golfo homónimo. En la zona del asentamiento los aborígenes peleaban con flechas envenenadas, mientras que los del otro lado del golfo no lo hacían. En dicho lado fundaron a Santa María la Antigua del Darién, tomando su nombre del río al margen del cual fundaron la ciudad (Darién, hoy llamado Atrato). De este modo quedó que la margen occidental se llamaría Darién, mientras la oriental Urabá. Esta fue la primera diferenciación territorial mediada por un gran río, que después, en 1507, sería el límite entre las primeras gobernaciones.
Cuando se trasladó la capitalidad de Castilla de Oro de Santa María la Antigua del Darién a la ciudad de Panamá, esta última se convirtió en centro político y punto de partida de todas las expediciones de conquista de las tierras interiores. El cronista Fernández de Oviedo, en un intento por preservarla, logró convertirla en el centro de la efímera provincia del Darién. Este fue el primer reconocimiento político administrativo de la región. Una vez desaparecida Santa María la Antigua en 1524, el territorio del Darién se convirtió en centro de disputas entre españoles e indígenas, entre los indígenas mismos, entre ingleses, franceses, escoceses, holandeses, y de estos, aliados o no con indígenas, en contra de los españoles.

### Dominio español
La primera mención a la provincia del Chocó se realizó en 1540, cuando el escribano Pedro Sarmiento, en su relación sobre la campaña militar de Jorge Robledo por Antioquia, Anserma y Cartago habla de la tierra tribal ubicada al oeste de Anserma. Desde entonces el término empezó a ser común para designar a todo el territorio que iba desde Anserma, Cartago, Buga, Cali y Popayán, hacia el noroccidente, es decir, hacia la costa pacífica y el Darién. Dicho espacio estaba inexplorado, a pesar de que ya se habían rodeado sus costas y se había recorrido la margen noroccidental del río Atrato. Esta, sin embargo, aún no tenía jurisdicción propia, pues era una tenencia de la enorme Gobernación de Popayán.
El primer intento de crear una unidad administrativa en esta parte de la Nueva Granada se debió al capitán Andrés Gómez Hernández, quien en 1567 obtuvo de la Corona española una gobernación formal para el gobierno de los chocoes, con la denominación de "Gobernación del Chocó, Dabaibe y Valle del Baeza", la cual no pasó del papel pues el beneficiario murió en Cartagena al momento de llegar de España con la capitulación.

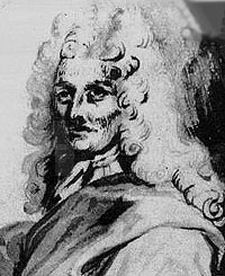
Sir William Paterson.

La región norte del Chocó (el Darién) estuvo ampliamente olvidada por los españoles, y si bien existieron varios intentos por volver a conquistar y poblar la zona (1564, 1621, 1680, 1741), los asentamientos no fueron ni permanentes ni estables. Sin embargo la empresa más recordada no fue emprendida por españoles sino por escoceses, liderados por el comerciante William Paterson, quien fundó en 1698 la colonia de Nueva Caledonia la cual culminó trágicamente en 1700 cuando el gobernador de Cartagena, Juan Díaz de Pimienta, los obligó a capitular. Ya para este año se habían realizado tres fracasadas expediciones de escoceses en medio de penurias, naufragios, hambre y condiciones climáticas adversas, por lo cual debieron abandonar el sueño darienita, costándoles casi dos mil muertos y un desastre económico de proporciones nacionales.

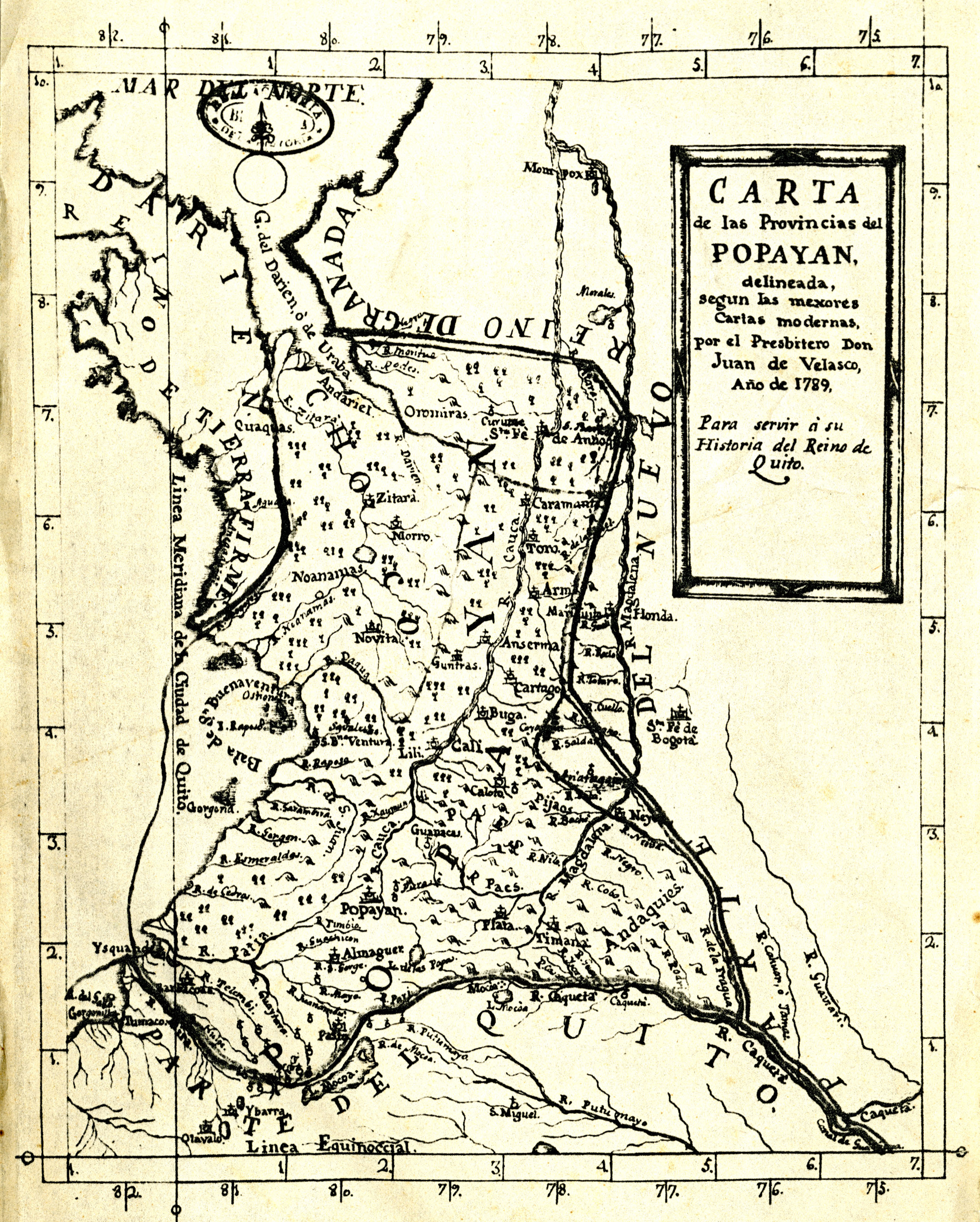
Carta de la parte occidental de la provincia de Popayán en 1789.

Las autoridades españolas veían el delta del Atrato y la región darienita como un territorio indómito en donde se refugiaban las tribus más belicosas que atentaban contra el orden instaurado por la Corona española, razón por la que esta intentó constantemente políticas de sometimiento a la población indígena. Después de varios fracasos por colonizar la zona, tan solo hasta 1741 se logró el objetivo de obediencia al rey por parte de sus habitantes. Tras este hecho una de las primeras disposiciones del virrey de la Nueva Granada fue enviar una comitiva con el fin de negociar la paz con los indígenas (firmada en 1787) y realizar algunas fundaciones de la región, de las cuales se destacan Yaviza, Real de Santa María, Cana y Chepigana. La colonización del sur del territorio chocoano en tanto se debió a la navegación por el río Atrato, que apenas vino a ser recorrido en su totalidad hasta 1640. A sus orillas, ricas en oro, se establecieron las poblaciones de Citará (Quibdó) y Lloró, los principales poblados de esta parte de la provincia; también fue utilizado por diversos piratas que pretendían atacar los puertos de Cartagena y Portobelo, así por numerosos contrabandistas que ingresaban mercancías del extranjero a la Nueva Granada y viceversa.
Más hacia el sur se fundó en 1601 la ciudad de Nóvita, que sirvió durante casi 250 años como capital de la provincia. Se convirtió en centro comercial produciendo oro en lingotes, que enviados a las casas de moneda de Popayán y Santafé de Bogotá, eran convertidos en onzas de oro amonedado, y por la explotación de la mano de obra esclava, cuya función era extraer el oro del Atrato y cortar las maderas del Baudó. La ciudad se comunicaba con el interior de país a través de caminos muy deteriorados con Cartago y Calima, en el valle del Cauca. En 1801 se llegó a construir la casa de la gobernación, en épocas cuando los gobernadores empezaron a ser la autoridad más importante de las jurisdicciones menores por lo que Nóvita, que era la capital del Chocó, la construyó, y para ello fue comisionado el teniente Mallarino, quien estuvo al frente de la obra de la casa y de la aduana.
El Chocó no vino a ver la luz como entidad administrativa propiamente dicha, separada de Popayán, hasta el 28 de septiembre de 1726 por medio de una real cédula, que vino a unir las antiguas provincias de Nóvita y Citará en una sola; el objetivo de esta erección era lograr una colonización efectiva de una región que aún después de 200 años de la llegada de los españoles a este, era indómito y poco conocido. La jurisdicción comprendió todos los territorios alrededor del golfo de Urabá y parte de la costa Caribe hasta la provincia de Cartagena; por el occidente más allá de la banda oriental del río Atrato hasta limitar con la provincia de Antioquia, en tanto por el nororiente limitó con la provincia de Tierra Firme (Panamá) y al sur con la provincia de Popayán. Sin embargo ya para 1762 se vio reducido su territorio, pues la región del Urabá se le había asignado a Antioquia. Su primer gobernador fue Francisco Íbero.

### Emancipación

Carta de la provincias de Panamá, Darién y del Chocó en 1857.

Hacia el año 1810 la situación económica del Chocó era decadente, pues muchos de los esclavos había huido hacia el norte de la provincia, en tanto se habían abandonado las minas de oro, que se trasformaron en simples lavaderos de aluviones.
Entre 1807 y 1808 las tropas francesas al mando de Napoléon Bonaparte invadieron a España y este nombró rey a su propio hermano José Bonaparte. Es así como España vivió su propia guerra de independencia contra Francia entre 1800 y 1814, momento que aprovecharon sus colonias para reclamar su derecho a ejercer un autogobierno. Aprovechando el vacío de poder que ocurrió en España después de la invasión napoleónica en 1808, las colonias españolas realizaron la Revolución de Independencia y organizaron los Estados Nacionales, delineados en una democracia republicana.
En los años de la crisis revolucionaria apareció la fuerza geopolítica del regionalismo en la Nueva Granada y en general en Hispanoamérica, a través de la cual se fortalecieron las provincias y los estados. Se dio mucha importancia a la provincia y a la región, con una tendencia al fortalecimiento del localismo político.
A consecuencia de ello en 1810 Santafé de Bogotá y otras localidades de la Nueva Granada establecieron Juntas Supremas. Entre estas juntas estaban la de Santa Fe de Antioquia (presidida por Francisco de Ayala), la de Cali (Joaquín de Caizedo y Cuero), la de Cartagena (José María García de Toledo), la de Mompós (José María Salazar y José María Gutiérrez de Caviedes), la de Neiva (José Domingo Falla), la de Pamplona (Domingo Tomás de Burgos), la de Popayán (Miguel Tacón, substituido por Joaquín de Caycedo y Cuero), la de Santa Marta (Víctor de Salcedo), la del Socorro (José Lorenzo Plata), la de Sogamoso (Domingo José Benítez), la de Tunja (Juan Agustín de la Rocha), la de Nóvita (Miguel Antonio Moreno), la de Mariquita (Francisco de Mesa y Armero), la de Girón (Eloy Valenzuela) y la de Citará (José María Valencia). Estas provincias crearon la Primera República independiente de Colombia conocida como Provincias Unidas de la Nueva Granada.
El 31 de agosto de 1810 se estableció en Citará (Quibdó) una junta gubernativa presidida por José María Valencia, mientras la junta suprema de Nóvita se estableció el 27 de septiembre de 1810 presidida por Miguel Antonio Moreno. El 17 de marzo de 1811 Nóvita envió ayuda, como parte de buena voluntad, a las Ciudades Confederadas del Valle del Cauca y el 10 de septiembre el nuevo presidente de Nóvita, Francisco Antonio Caycedo de Llera, declaró la autonomía de la ciudad en relación con España. El 2 de febrero de 1813 Tomás Pérez proclamó la independencia de Nóvita y el 2 de septiembre del mismo año el Cabildo de Citará proclamó la independencia de toda la provincia bajo el nombre de El Chocó. El 2 de noviembre siguiente se realizaron negociaciones con el Estado Libre de Antioquia para la unión en una sola república, pero estas fracasan. El 7 de mayo de 1816 los españoles al mando de Julián Bayer vencieron a los chocoanos en Arrastradero de San Pablo y el gobernador Miguel Buch fue apresado.

### Época republicana
Una vez liberadas la Nueva Granada y Venezuela, se expide el 17 de diciembre de 1819 en el Congreso de Angostura la Ley Fundamental que creó la República de Colombia, cuyo vicepresidente fue el medellinense Francisco Antonio Zea. El 12 de julio de 1821 el Congreso de Cúcuta, bajo la presidencia de José Manuel Restrepo, expidió la Constitución de Cúcuta, basada en la de Angostura, que dividió la República en departamentos y a estos en provincias, perteneciendo entonces Chocó al departamento del Cauca.
Ante la disolución de Colombia en 1830 es de destacar que entre junio de ese año y finales de 1831, el Chocó, que entonces era parte del departamento del Cauca, se anexó al recién creado Estado del Ecuador; sin embargo esta fugaz aventura no prosperó por iniciativa de los dirigentes del Citará. Por Ley Fundamental del 17 de noviembre de 1831, Chocó adquirió el carácter de departamento, y en la constitución de 1832 de la Nueva Granada, el de provincia. Entre 1848 y 1850 la provincia del Chocó tuvo problemas fronterizos con la de Antioquia, pues la región de Urabá le fue adjudica a esta última en reiteradas ocasiones.

## Geografía

### Límites

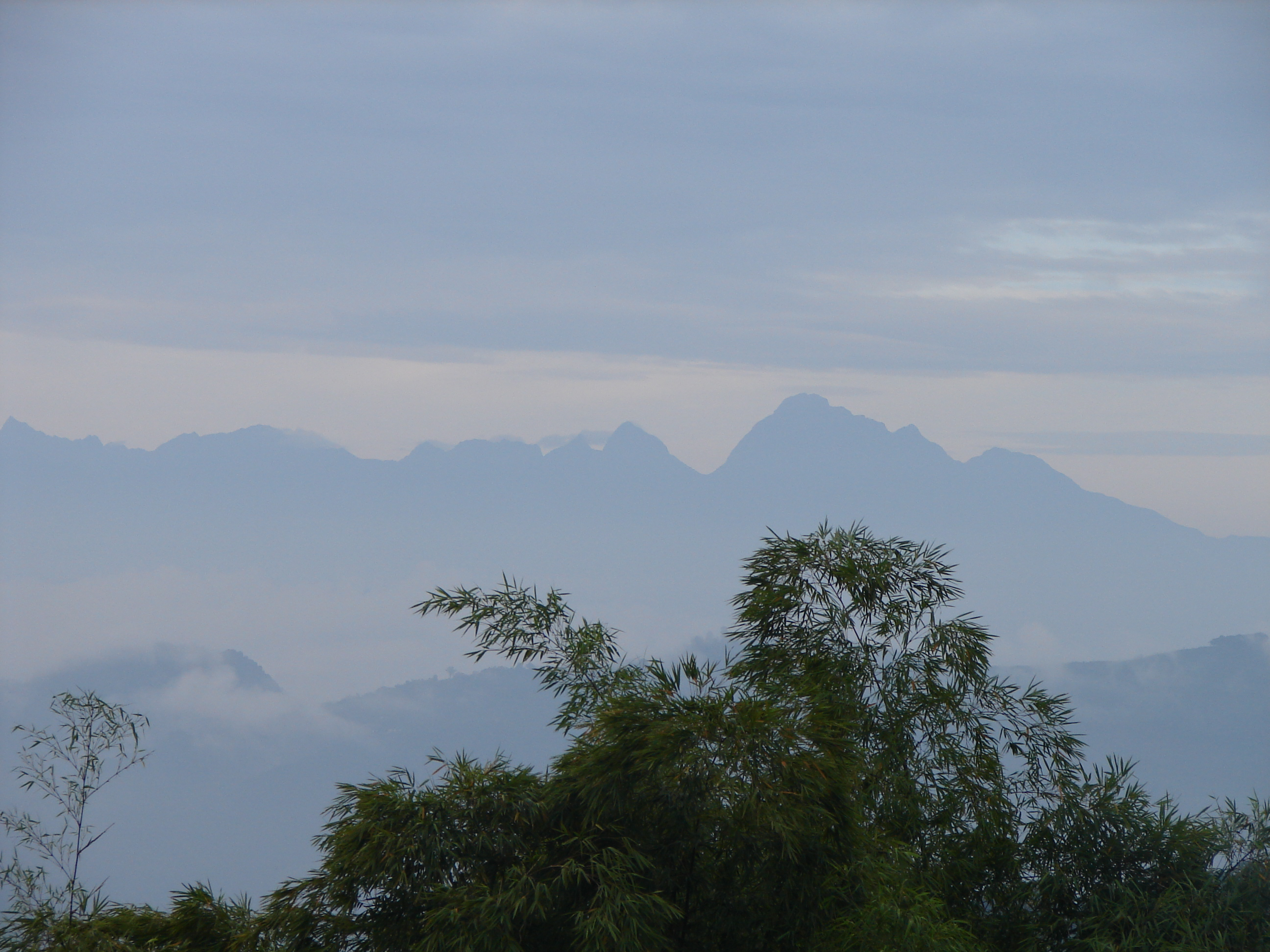
Farallones del Citará.

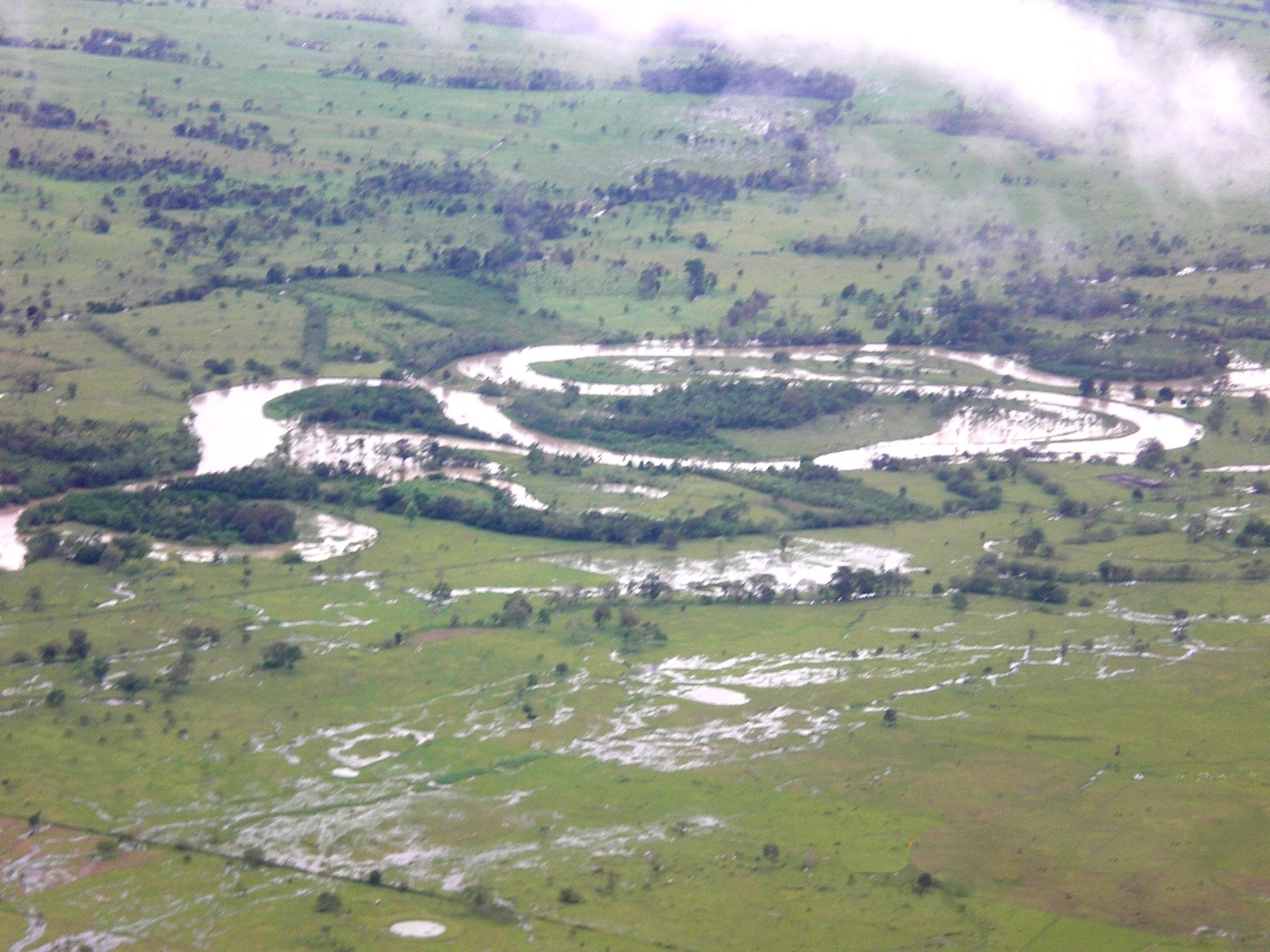
Río Atrato.

Los límites de la provincia no fueron estables a lo largo de los 300 años de dominio español en la región. Si bien casi siempre el perfil de la provincia correspondía a lo que hoy es el departamento del Chocó, las constantes agregaciones y segregaciones (en especial de la región del Darién y Urabá) cambiaban mucho la faz del territorio. El poco conocimiento de la tierra no permitió establecer límites determinados entre una y otra gobernación, salvo el caso de variaciones geográficas naturales plenamente identificables.
Al momento de la proclamación de independencia (1814), el Chocó confinaba con las siguientes provincias (en el sentido de las agujas del reloj): Antioquia, Popayán y Panamá. Los límites entre provincias no estaban del todo claros ya que, excepto por la frontera que marcaba la serranía del Darién, nunca fueron determinados claramente. Sin embargo Agustín Codazzi durante las expediciones que se llevaron a cabo durante la Comisión Corográfica (1850-1859) realizó una minuciosa descripción de los linderos, así como de la geografía, de la mayoría de las provincias que conformaban la República de la Nueva Granada.
A grandes rasgos, los límites que correspondían a la provincia del Chocó en 1850 comenzaban en la punta Arboletes, en el golfo de Urabá; continuaba por la ciénaga de Arboletes y de esta por el río homónimo hasta la serranía de Abibe, y por esta pasando por los altos Carepa, Chigorodó y Carrizal hasta el de León. Luego hacia el sur por el piedemonte de la Cordillera Occidental hasta llegar al río Arquía-Ocaidó, seguía por este hasta su nacimiento en el Alto Piedragorda. De allí corría por las cumbres de los Farallones del Citará.
Luego partía del cerro de Caramanta siguiendo la cumbre de la Cordillera Occidental hasta el paso San Miguel en el río Chimbría; seguía por la cordillera de Chamí hasta el cerro Tatamá y de este por la cresta que divide las aguas del río San Juan del Cauca hasta la cabecera de la quebrada La Cueva. De allí por su curso aguas abajo hasta el río Garrapatas y por este hasta el camino que conduce de Sipí a Roldanillo. Luego atravesaba el río Chanquiní hasta alcanzar las cumbres de la cordillera; seguía por estas encontrando a la loma de Piedras, el cerro Calima y luego por los estribos de la cadeña montañosa que separa al río Dagua del San Juan, para seguir al cerro Munchica, bajando luego por la quebrada Agua Clara hasta caer al río Calima, y este hasta su desembocadura en el río San Juan, el cual seguía hasta el océano Pacífico.
En cuanto a los límites con la provincia de Panamá, estos partían desde la bahía Octavia o Aguacate en punta Marzo, y luego en línea recta al nornoreste por las cumbres que separan los ríos que caen en el Atrato del Pacífico; después por las cabeceras del río Juradó, pasaba por el alto de Aspavé y de allí por las cumbres de la serranía del Darién hasta las cabeceras del río Tarena, y por este aguas abajo hasta su desembocadura en el golfo de Urabá.

### Aspecto físico

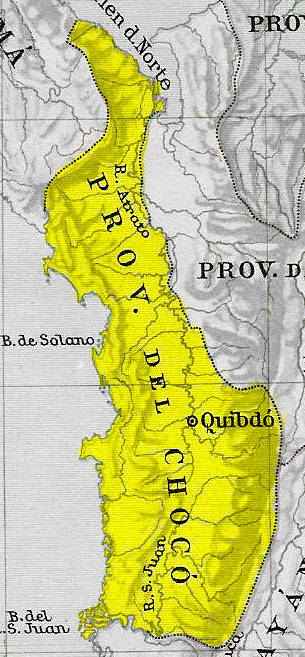
Provincia del Chocó.

La provincia del Chocó se ubicaba en la costa Pacífica de la actual Colombia. El territorio estaba cubierto mayormente por selva tropical de la cual solo sobresalían las serranías del Darién y la del Baudó con su altura máxima en el Alto del Buey. Entre los ríos que bañaban la provincia, los más importantes, ya que se los utilizaba para el comercio y el transporte, eran el Atrato, el San Juan y el Baudó.

### División territorial
La provincia del Chocó tuvo diversos tipos de división de su territorio. En un principio se encontraba dividida en partidos, que luego pasaron a llamarse jurisdicciones. Estas fueron durante gran parte del dominio español en el territorio Citará y Nóvita. Con la llegada de la independencia, estas subdivisiones pasaron a llamarse cantones, que cambiaron las antiguas jurisdicciones de extensión, y por tanto algunas de estas fueron suprimidas. En 1825 Citará fue renombrada Quibdó, hallándose la provincia distribuida entre este cantón y el de Nóvita hasta 1857, año en que fue creado el Estado Soberano del Cauca.
Entre 1843 y 1851 la provincia estaba conformada por los siguientes cantones, distritos parroquiales y aldeas:
- Cantón de San Juan: Nóvita, Baudó, Noanamá, Sipí y Tadó.
- Cantón de Atrato: Quibdó, Arrayanal, Bebará, Lloró y Murrí.

## Demografía
De acuerdo a los datos suministrados por el secretario del virreinato Francisco Silvestre, en su libro Descripción del Reino de Santafé de Bogotá en 1789, la población de la provincia ascendía a los 15 286 habitantes.
Según el censo de 1851, la provincia contaba con 43 649 habitantes, de los cuales 22 040 eran hombres y 21 609 eran mujeres.
| Evolución demográfica de la provincia del Chocó |
|                                                 |